# Hieracium macrocentrum
Hieracium macrocentrum là một loài thực vật có hoa trong họ Cúc. Loài này được (Johanss.) Johanss. mô tả khoa học đầu tiên năm 1902.